# Templo de la Serpiente Bicéfala
El Templo de la Serpiente Bicéfala, también llamado Templo IV, es un templo funerario ceremonial construido en el 741 d. C., por la civilización maya, siendo una construcción de la ciudad más grande del período clásico tardío Tikal en Petén, Guatemala. El Templo IV es la segunda estructura precolombina más alta que aún se mantiene en pie en el continente de América.Está situado en dirección oeste con vista hacia la Plaza Mayor. Esta construcción maya posee una altura de 70 metros desde el suelo hasta su crestería. Así mismo, es el templo de mayor construcción en Tikal no solo por su altura sino también por su volumen que es de 191.139 metros cúbicos aproximadamente. La crestería del templo poseía un dintel o grabado de madera de árbol de chicozapote en el cual se representaba a Yik’in sentado en el trono, el Templo de la Serpiente Bicéfala también  recibe el nombre de Templo de la Serpiente de Dos Cabezas y algunas hipótesis apuntan que cada cabeza simboliza a Yik’in y su padre.

## Historia

### Época precolombina

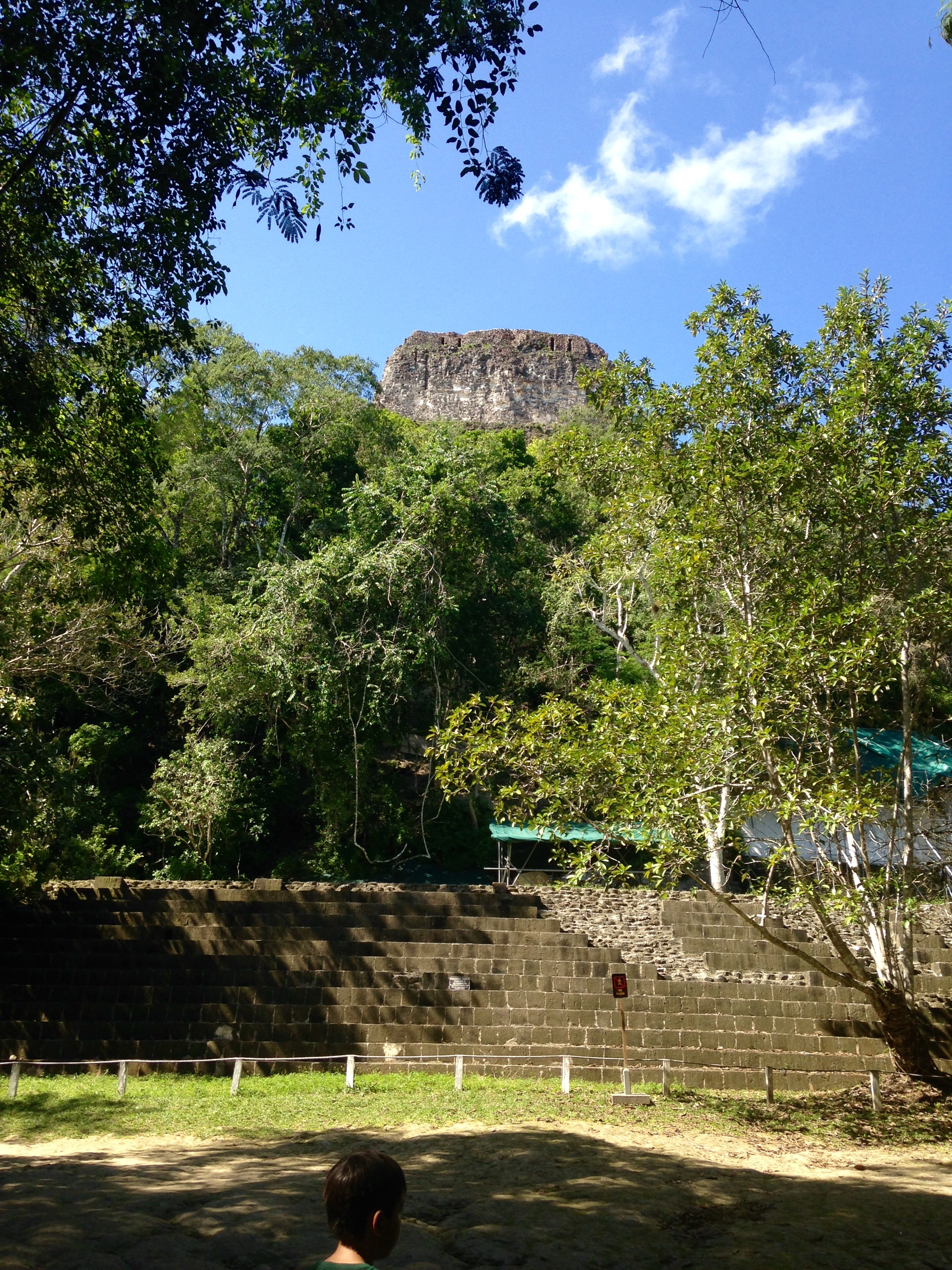
Vista frontal del Templo de la Serpiente Bicéfala en diciembre de 2015. Las gradas al pie del templo acababan de ser restauradas y la cúspide apenas sobresale sobre los árboles que todavía cubren la mayor parte de la pirámide.

El templo fue construido bajo el mandato del hijo de Hasaw Cha'an Kawil, Yaxk'in Cha'an Chac, y es la construcción más alta de Tikal y está considerada la segunda edificación de Mesoamérica de más altura y una de las de mayor volumen del mundo antiguo. Su nombre hace honor a una divinidad maya. El templo se utilizaba para diversas ceremonias rituales.

### Redescubrimiento

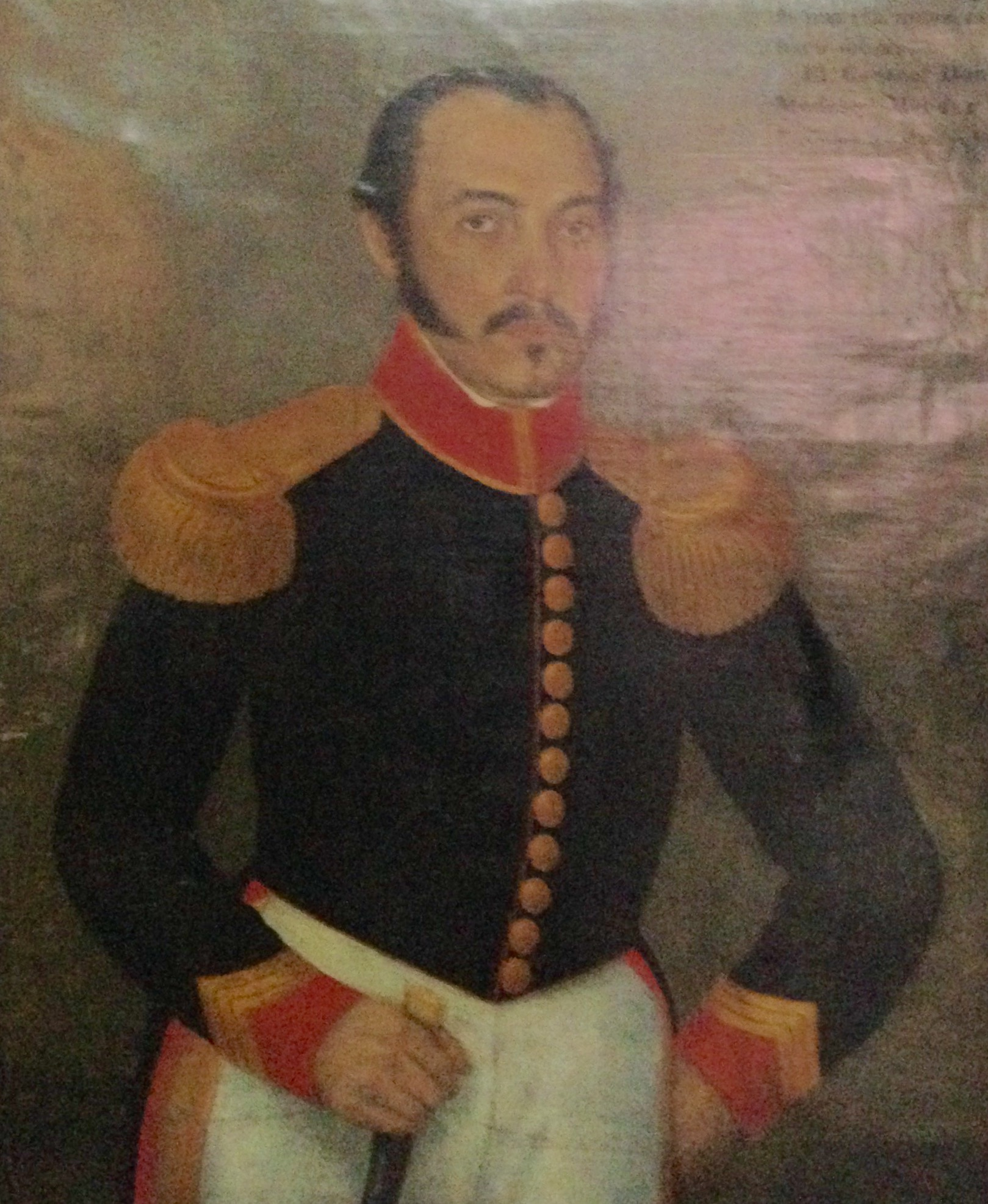
Modesto Méndez, goberandor de Petén que descubrió las ruinas de Tikal en 1848, en su uniforme militar
Museo Nacional de Historia de Guatemala

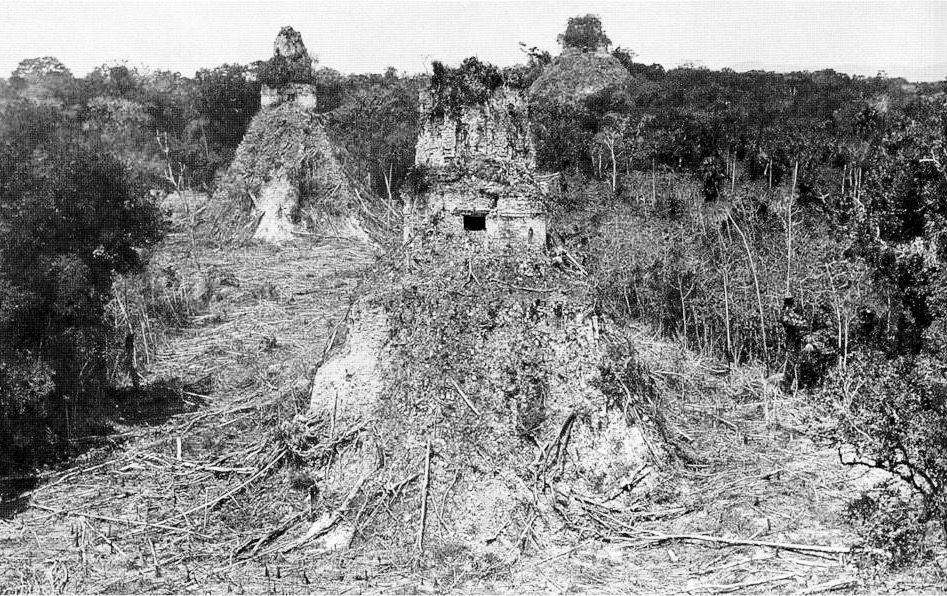
Primeras fotografías de Tikal tomadas por Alfred Percival Maudslay en 1882. El templo IV se observa al fondo de la imagen.

Aparentemente la población de la región nunca se olvidó de Tikal y, en la década de 1840, guiaron expediciones guatemaltecas a las ruinas. Algunos relatos de segunda o tercera mano de Tikal aparecieron en prensa, a partir del siglo xvii y fueron seguidos por los escritos de John Lloyd Stephens, en el siglo xix, quien durante sus viajes en Guatemala y Yucatán entre 1839 y 1840 junto con el ilustrador Frederick Catherwood escuchó rumores de una ciudad perdida, con edificios blancos, cuyas partes superiores dominaban la selva.
Debido a la lejanía del sitio, ningún explorador visitó las ruinas de Tikal hasta que Modesto Méndez y Ambrosio Tut, respectivamente el corregidor y el gobernador de Petén, las visitaron en 1848, junto con Vicente Díaz, Bernabé Castellanos y el maestro Eusebio Lara, quien los acompañó, para elaborar las primeras ilustraciones de los monumentos.  En el último párrafo del informe que remitió al gobierno de Carrera, escribió: «Yo debo de cumplir con mi deber, pues me sería sensible que otros curiosos extranjeros vengan a dar publicidad a todos los objetos que estoy viendo y palpando. Vengan en hora buena esos viajeros con mayores posibilidades y facultades intelectuales, hagan excavaciones al pie de las estatuas, rompan los palacios y saquen las curiosidades y tesoros que no podrán llevar, jamás, sin el debido permiso; pero nunca podrán nulificar, ni eclipsar el lugar que me corresponde, al haber sido el primero en descubrir estas ruinas; sin gravar los fondos públicos, les abrí camino, y tuve el honor de comunicar al supremo gobierno de la república, cuanto interesante y superior se encuentra en la capital de este imperio; sin miras de interés personal o particular, únicamente satisfecho y persuadido que mi persona y cortos bienes pertenecen a la patria, al gobierno y a mis hijos».
En 1853, tras la publicación del diario de Méndez en la Gaceta de Guatemala, se dio a conocer el redescubrimiento a la comunidad científica, mediante una publicación de la Academia de Ciencias de Berlín.>
A finales del siglo xix y principios del siglo xx, varias otras expediciones siguieron, para profundizar las investigaciones, incluyendo la expedición de Alfred P. Maudslay en 1881-82 y los arqueólogos pioneros comenzaron a limpiar, dibujar mapas y registrar las ruinas, en la década de 1880.
En 1951, una pequeña pista de aterrizaje fue construida cerca de las ruinas, a las que previamente sólo se podía acceder tras un viaje de varios días por la selva, a pie, o en mulas.

## Arquitectura

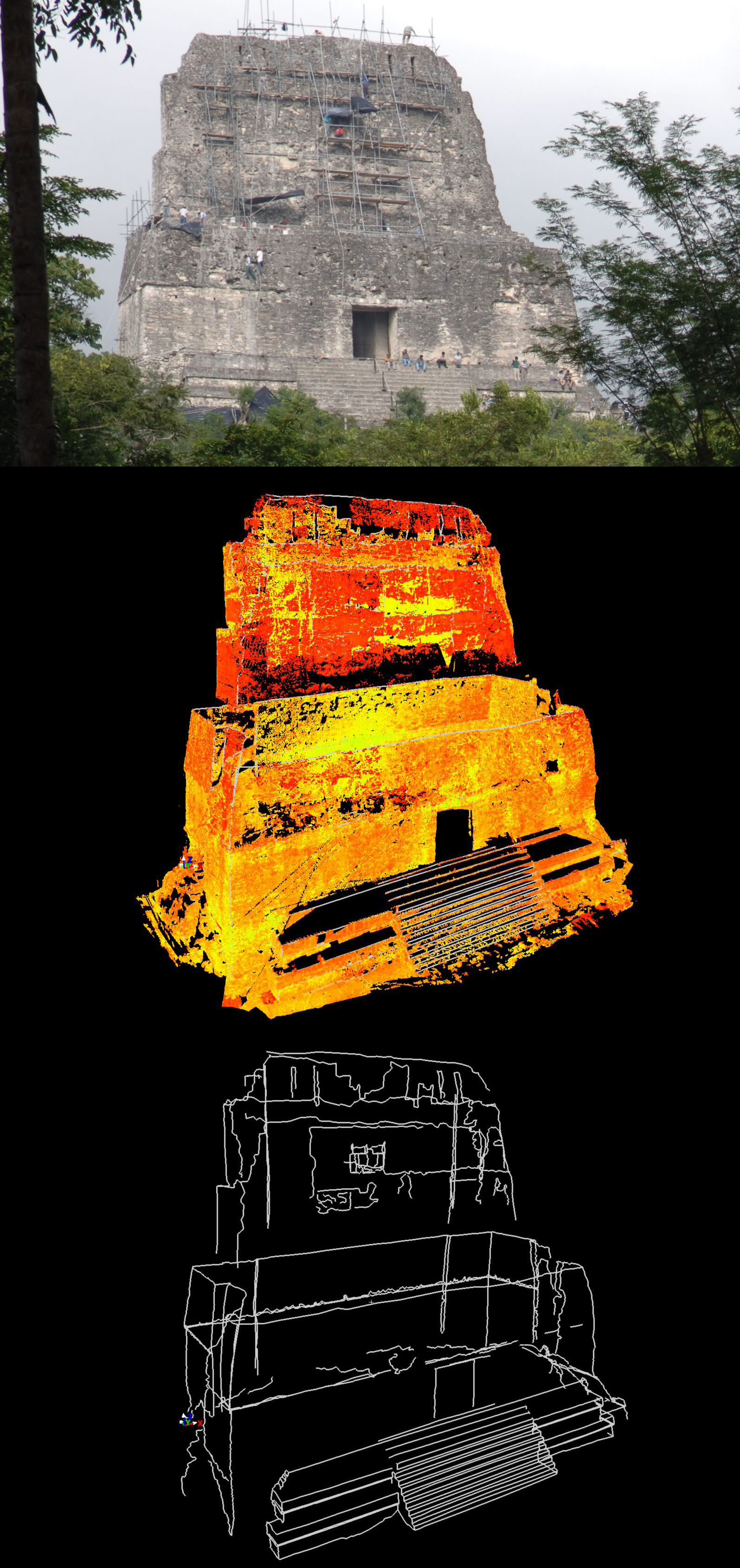
Parte superior y crestería del Templo de la Serpiente Bicéfala.

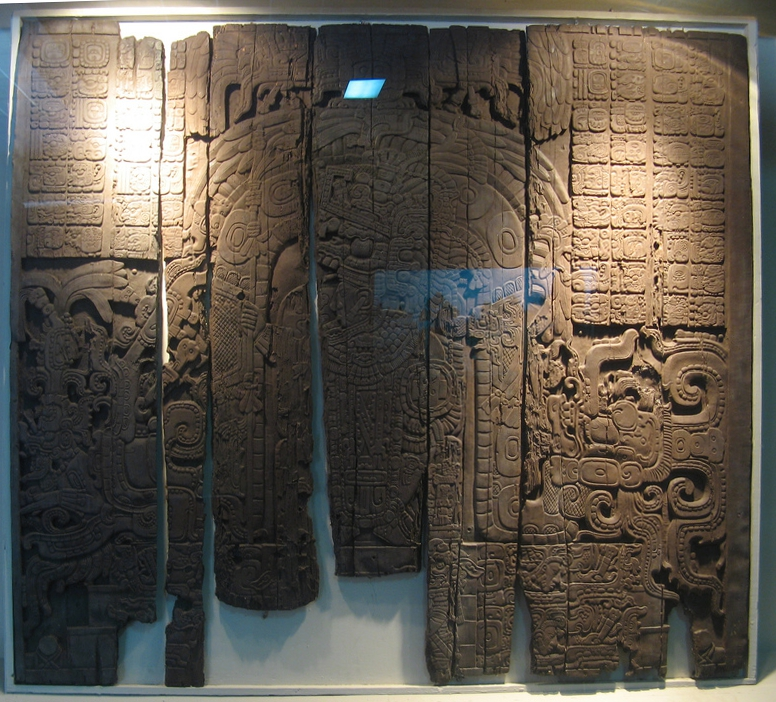
Dintel 3 del Templo de la Serpiente Bicéfala.

El Templo de la Serpiente Bicéfala es el más alto templo-pirámide de Tikal. Mide 70 metros, desde el nivel del suelo de la plaza, hasta la parte superior de su peine de techo. Marca el reinado de Yik’in Chan Kawil (Gobernante B, el hijo del Gobernante A o Jasaw Chan K'awiil I); dos dinteles de madera tallada sobre la entrada que conduce al templo en la cumbre de la pirámide, muestra una fecha en cuenta larga (9.15.10.0.0), que corresponde al año 741. El Templo IV es la tercera pirámide más alta construida en toda la región maya  y es una de las estructuras precolombinas más altas en el continente americano, junto con la Pirámide del Sol, en Teotihuacán (que originalmente pudo haber sido más alta),  la pirámide de Toniná de 75 metros y la Pirámide de La Danta en El Mirador que mide 72 metros de altura en su punto más alto.
- Ubicación: Situado al oeste en la Gran Plaza de Tikal.
- Altura: 70 metros
- Forma: piramidal.
- Se conservan siete de los ocho tablones del dintel número 2 donde aparece Yaxk'in Cha'an Chac dominado por un gigante protector y el dintel número 3 que con su grabado recrea también al gobernante acompañado de un dragón celeste y una serpiente bicéfala encima, en el Museo de las Culturas de Basilea gracias al botánico y médico suizo Carl Gustav Bernoulli, que envió estas piezas a Suiza en 1877.
- Material: Para su construcción se emplearon 191,139 metros cúbicos de piedra.

## Conservación

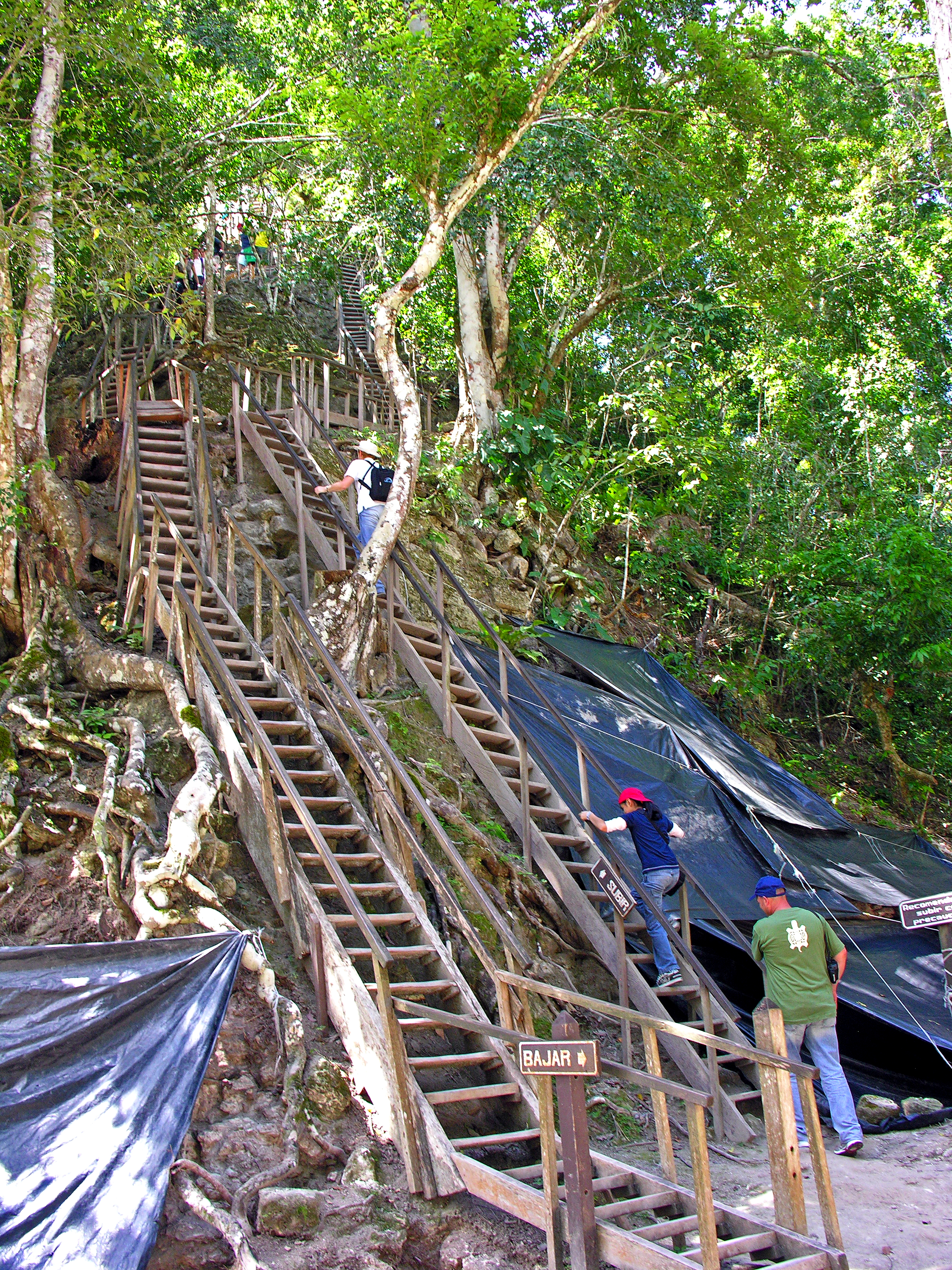
Escaleras de madera para ascender a la cúspide del templo de la Serpiente Bicéfala. Fotografía de 2007 por Dennis Jarvis.

Su estado de conservación es bueno, y está restaurado parcialmente, lo cual se realizó principalmente, durante la década de 1960 por parte del Museo de la Universidad de Pensilvania, por lo que es posible acceder hasta la crestería del templo por unas pasarelas de madera y desde allí contemplar las mejores vistas de toda Tikal y de la frondosa selva de Petén.
En 1956, el proyecto Tikal comenzó a dibujar mapas de la ciudad, en una escala nunca antes vista en la región maya.  De 1956, a 1970, excavaciones arqueológicas importantes fueron realizadas por el Proyecto Tikal de la Universidad de Pensilvania; levantaron mapas de la mayor parte del sitio y excavaron y restauraron varias estructuras. De 1957 a 1969, las excavaciones dirigidas por Edwin M. Shook y más tarde por William R. Coe, de la Universidad de Pensilvania, quienes se enfocaron en la Acrópolis Norte y la Plaza Central.

## Templo IV en el cine

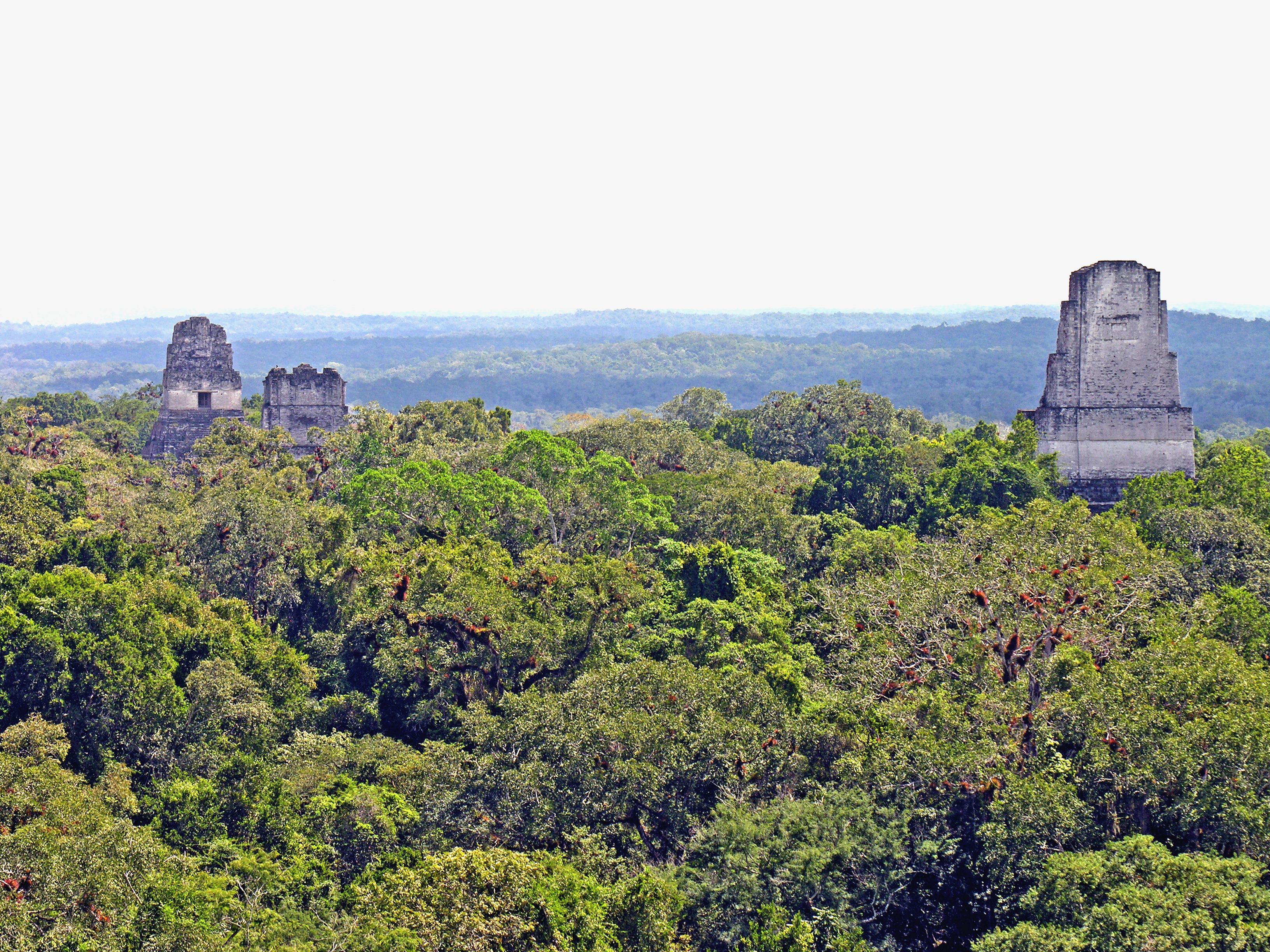
Templos I, II y III vistos desde lo alto del Templo IV. Esta vista fue utilizada en la película Episodio IV: Una nueva esperanza de la serie Star Wars.

- En 1969, la producción mexicano-guatemalteca El ogro, protagonizada por el primer actor mexicano Germán Valdéz y el primer actor guatemalteco Herbert Meneses fue filmada en Tikal, cuyas ruinas se muestran durante quince minutos por ser parte esencial de la trama.[17]
- El cineasta estadounidense George Lucas utilizó a Tikal como escenario para la base rebelde en su primera película de la serie Star Wars, Episodio IV: Una nueva esperanza que se estrenó en 1977.[18][19]